# Dráusio Marcondes de Souza
Dráusio Marcondes de Souza (São Paulo, 22 de septiembre de 1917 - São Paulo, 23 de mayo de 1932) fue uno de los cuatro manifestantes paulistas asesinados en la manifestación ocurrida el 23 de mayo de 1932 al frente de la sede del Partido Popular Paulista.
Nació en São Paulo, el 22 de septiembre de 1917, hijo del farmacéutico Manuel Octaviano Marcondes de Souza y de Ottilia Moreira da Costa Marcondes. Tuvo cuatro hermanos: Yvonne, Carlos Joffre, Danilo e Darclé Marcondes de Sousa. En la época, el joven Dráusio ayudaba a su padre en la farmacia de la familia.
Con solo 14 años, el 23 de mayo de 1932 participó en la manifestación frente al edificio del Partido Popular Paulista, en la Rúa Barão Itapetininga, Praça da República, en São Paulo. Esta organización (antes conocida como "Legión Revolucionaria") estaba dirigida por Miguel Costa y reunía a militares, políticos y antiguos miembros de la Columna Prestes y servían como apoyo político y militar a los intereses de la dictadura de Getúlio Vargas. En esa ocasión, junto con otros estudiantes, fue alcanzado por los disparos de los fusiles de los soldados de la organización que estaban apostados en las ventanas de aquel edificio. Fue auxiliado a tiempo e internado en la Santa Casa de Misericordia donde fue operado pero murió el día 28 de mayo a causa de la severidad de sus heridas.
Según su padre, quien escribió el libro "Fomos vencidos?" (1933), fue internado en el cuarto número 8 de ese hospital, al lado del 9 donde se encontraba internado Orlando de Oliveira Alvarenga, otra víctima fatal de aquel atentado.
Se dice que, en su lecho de muerte, Dráusio pronunció las siguientes palabras: "'Estaba destinado a este sacrificio. Si tuviera mil vidas, las daría todas por la noble causa de liberar la tierra que me vio nacer"". Su cuerpo fue enterrado en la tumba familiar en el Cementerio de la Consolación, donde permaneció hasta el 2 de julio de 1937 cuando fue llevado al Cementerio São Paulo. En 1955, con el Decreto Nº 24.712 del Gobierno del estado de São Paulo, sus restos fueron trasladados al Monumento Mausoleo al Soldado Constitucionalista de 1932.
En 2011, con la ley federal Nº 12.430, los nombres de Mário Martins de Almeida Euclides Bueno Miragaia, Dráusio Marcondes de Souza y Antônio Américo Camargo de Andrade fueron inscritos en el Libro de los Héroes de la Patria, que se encuentra en el Panteón de la Patria y de la Libertad Tancredo Neves, en Brasilia. El episodio ocurrido en esa manifestación, que resultó en la muerte de estas cuatro personas, fue una de las razones que motivaron la Revolución Constitucionalista de 1932.
Se convirtieron así en mártires y símbolos de aquel movimiento, denominado por las siglas M.M.D.C., respectivamente: Martins, Miragaia, Dráusio y Camargo, que a su vez era también el nombre de la organización clandestina que llegó a conspirar contra el gobierno provisional de Vargas, contribuyendo a la articulación y coordinación de aquella Revolución.  En 2004, se añadió la letra "A" al MMDC en honor a Orlando de Oliveira Alvarenga que, también herido en aquel episodio, falleció tras más de dos meses hospitalizado.